# 峨桥站
峨桥站是位于安徽省芜湖市弋江区峨桥镇的一个铁路车站，邮政编码241205。车站建于1969年，有宁铜铁路经过该站，现仅办理货运，不办理客运业务，车站及其上下行区间均未电气化。车站距离中华门站157公里，隶属中国铁路上海局集团有限公司，是四等站。